# Municipio de Shiloh (condado de Jefferson)
El municipio de Shiloh (en inglés: Shiloh Township) es un municipio ubicado en el condado de Jefferson en el estado estadounidense de Illinois. En el año 2010 tenía una población de 6620 habitantes y una densidad poblacional de 70,38 personas por km².

## Geografía
El municipio de Shiloh se encuentra ubicado en las coordenadas 38°20′28″N 88°58′49″O / 38.34111, -88.98028. Según la Oficina del Censo de los Estados Unidos, el municipio tiene una superficie total de 94.06 km², de la cual 93.87 km² corresponden a tierra firme y (0.2%) 0.19 km² es agua.

## Demografía
Según el censo de 2010, había 6620 personas residiendo en el municipio de Shiloh. La densidad de población era de 70,38 hab./km². De los 6620 habitantes, el municipio de Shiloh estaba compuesto por el 90.82% blancos, el 4.79% eran afroamericanos, el 0.09% eran amerindios, el 1.92% eran asiáticos, el 0.02% eran isleños del Pacífico, el 0.71% eran de otras razas y el 1.66% pertenecían a dos o más razas. Del total de la población el 1.81% eran hispanos o latinos de cualquier raza.